# أندريه لويس فيريرا
أندريه لويس فيريرا (بالبرتغالية: André Luís dos Santos Ferreira‏) (21 أكتوبر 1959 ببورتو أليغري في البرازيل - ) هو لاعب كرة قدم برازيلي في مركز الدفاع، شارك في الألعاب الأولمبية الصيفية 1984. ولعب مع نادي إنترناسيونال ونادي باهيا ونادي كوريتيبا وClube Esportivo Aimoré ‏ ونادي ساو خوسيه ونادي بانغو أتلتيكو.

## وصلات خارجية
- أندريه لويس فيريرا على موقع قاعدة بيانات كرة القدم.إي يو (الإنجليزية)
- أندريه لويس فيريرا على موقع أوليمبيديا (الإنجليزية)
- أندريه لويس فيريرا على موقع اللجنة الأولمبية البرازيلية (البرتغالية)